# 中島喜美栄
中島 喜美栄（なかじま きみえ、1932年2月15日 - ）は、日本の女性声優。中島 喜美枝との表記もある。
テアトル・エコー、現代座、プレーヤーズセンター、太平洋テレビジョン、東京俳優生活協同組合、江崎プロダクション（現：マウスプロモーション）に所属していた。

## 出演

### テレビアニメ
- 昆虫物語 みなしごハッチ

1969年
- ウメ星デンカ

1970年
- あしたのジョー

1971年
- 国松さまのお通りだい（松本〈妻〉）
- ゴルゴ13
- さすらいの太陽

1972年
- ど根性ガエル（1973年 - 1974年）

1973年
- 空手バカ一代（1973年 - 1974年）
- キューティーハニー
- ジャングル黒べえ

1974年
- アルプスの少女ハイジ（シュトラールの母）

1977年
- 新・巨人の星（1977年 - 1978年）
- ヤッターマン（ナッシー）

1978年
- 闘将ダイモス（看護婦）

1979年
- 野球狂の詩（珍来軒のおかみ）

1981年
- 新・ど根性ガエル

1982年
- 南の虹のルーシー（メアリー）
- 魔法のプリンセス ミンキーモモ（老婆）

1988年
- グリム名作劇場（母親）

### 劇場アニメ
1971年
- ヤスジのポルノラマ やっちまえ!!

1980年
- まことちゃん（おばあさん）

### 人形劇
1974年
- 行け!牛若小太郎（鬼婆）

### 吹き替え

#### 映画
- マッドマックス
- ダーティファイター
- ドラブル
- 媚薬
- フレンジー
- 真昼の死闘

1972年
- 水着の女王 ※東京12ch旧版

1973年
- 騎兵隊（ルーキー〈アリシア・ギブソン〉）※NETテレビ版

1979年
- エアポート'80

1984年
- スーパーマンII ※テレビ朝日版

1989年
- ジョーズ

#### ドラマ
- アメリカン・ヒーロー
- パトカーアダム30 #3
- 奥さまは魔女
- シャーロック・ホームズの冒険